# Marja Kok
Marja Kok (Rotterdam, 29 juni 1944) is een Nederlands actrice, schrijfster en regisseuse voor theater en films. Ze won een gezamenlijke prijs met Erik van Zuylen voor de regie van Opname in 1979 en een Gouden Kalf voor haar rol van Aaltje in Het teken van het beest in 1981.
Ze deed in 1965 eindexamen aan de Toneelschool Amsterdam. Dit examenjaar kreeg de Top Naeff-prijs. Kok werkte aanvankelijk voor Toneelgroep Centrum. Zij sloot zich begin jaren 70 aan bij het Werkteater, waar men halverwege die periode begon met de verfilming van producties. Kok trad in verscheidene films op. Zij regisseerde haar eerste film: Toestanden in 1976. Op basis van de ervaring van collega Joop Admiraal, die zijn vader had verloren, schreef Kok twee verhalen die ze tot een filmscenario bewerkte. Het resultaat was de film Opname. De film won een Bronzen Luipaard (Locarno 1980) en een Grand Prix d'Italia (1980). De film werd nog jaren gebruikt als voorlichtingsfilm in ziekenhuizen. In 1981 speelde zij Aaltje Botter in de film Het teken van het beest. Zij kreeg daarvoor een Gouden Kalf in de categorie Beste Vrouwelijke Hoofdrol. Zij schreef voor, en acteerde in Een Zwoele Zomeravond (Frans Weisz, 1982); een komische film waarin complexe personen verschijnen. Kok regisseerde nog twee films, Zwerfsters (1989) en Mi Wanboi (1996) en regisseerde toneelstukken. In de tv-serie over de circusfamilie Waltz (2006) speelde zij Mimi Tollens. De theaterproductie Amateurs (Rob de Graaf, 2009) waarin zij samen met Cas Enklaar speelde, werd geselecteerd voor Het Theaterfestival. In 2011 werd bij collega Shireen Strooker de Ziekte van Alzheimer gediagnosticeerd. Kok maakte samen met haar daarover in 2013 nog een film, getiteld “Mar & Sien - hebben een hele rondvaart gemaakt”, die in première ging in september 2014.

## Filmografie
- Duivelse dilemma's - Het gouden huwelijk (2012) .... Carla
- Levenslied (2011) .... Moeder Thomas
- Polleke (2003) .... Oma Polleke
- Rembrandt (1999) .... Femme au Port
- Maten (film) (1999) (TV) .... Moeder Winters
- Advocaat van de Hanen (1996) .... Zwerfster
- De finales (1990) .... Mevr. Dorlach
- Hersenschimmen (film) (1988) ... Vera Klein
- Een Zwoele Zomeravond (1982) ... Nel Jansen
- Het teken van het beest (1980) ... Aaltje Botter
- Opname (film) (1979) ... Mevrouw. De Waal (ook regie)
- Camping (film) (1978) ... Rita
- Toestanden (1976) ... rol onbekend (ook regie)
- Diagnose - Wat is er aan de hand met misdaad? (1974) (TV)
- VD (1972/I) .... Tineke
- Key (1967) .... Kamermeisje

## Prijzen
- Gouden Kalf, Beste vrouwelijke hoofdrol (1980) ... Het Teken van het Beest